# María Cantuel
María Cantuel Carrasco (Madrid, España; 1987) es una actriz española.

## Filmografía

### Televisión
- 2009: Somos cómplices como Macarena Martí. Antena 3.
- 2010: Águila roja. TVE.
- 2011: Amar en tiempos revueltos. TVE.
- 2011: Hospital Central Telecinco.
- 2011: El barco Antena 3.
- 2011: Homicidios. Telecinco.
- 2012-2013: Luna, el misterio de Calenda como Sonia Murillo. Antena 3.
- 2013: Historias robadas. Antena 3.
- 2014: El corazón del océano como María de Sanabria. Antena 3
- 2014: Víctor Ros como Aurora Alvear. La 1
- 2014: Isabel como Isabel de Aragón. La 1

### Cortometrajes
- Chicas malas Dir. Sebastián Cardemil.
- 4 ases, un taxista y 4 reinas Dir. Higinio Martínez.
- Ana Dir. Rocío Pina
- La Factoría Dir. Juan Caunedo
- ˈˈEvasiónˈˈ Dir. Tano Juárez

### Teatro
- La vida es sueño Dir. Patricia Ciurana
- Abre el ojo Dir. Juanma Navas
- En fuera de juego Dir. Rocío Pina
- AB Negativo Dir. Ruddy Mendez.

### Cine
- El crack cero (2019) de José Luis Garci como Adela